# Льгівка
Льгі́вка — село в Україні, у Михайло-Коцюбинській селищній громаді Чернігівського району Чернігівської області. Населення становить 32 осіб. До 2016 орган місцевого самоврядування — Левковицька сільська рада.

## Історія села
Сучасне с. Льгівка (або Ільгівка) виникло значно пізніше за Льгів, вже в ХІХ ст., і на землях, які монастирю не належали. У 1859 р. у Льгівці налічувався 1 двір.
12 червня 2020 року, відповідно до розпорядження Кабінету Міністрів України № 730-р «Про визначення адміністративних центрів та затвердження територій територіальних громад Чернігівської області», увійшло до складу Михайло-Коцюбинської селищної громади.
19 липня 2020 року, в результаті адміністративно-територіальної реформи та ліквідації Чернігівського району (1923—2020) Чернігівської області, увійшло до складу новоутвореного Чернігівського району.

## Планування
Село витягнуте із сходу на захід на 1 км. Більшість хат розташовані на єдиній вулиці Урожайній.